# Жаилганова, Анар Нуралиевна
Анар Нуралиевна Жаилганова (10 июля 1969; Семипалатинск, Казахская ССР, СССР — 12 февраля 2024) — казахстанский государственный деятель. кандидат юридических наук (2002). Председатель Агентства Республики Казахстан по делам государственной службы (с 14 июня 2019 по 10 января 2022 годы).

## Биография
Анар Нуралиевна Жаилганова родилась 10 июля 1969 года в г. Семипалатинске.
В 1986 году окончила среднюю школу села Белтерек Чарского района Семипалатинской области с медалью, в том же году поступила на юридический факультет КазГУ им. Аль-Фараби, и окончила в 1991 году с отличием.
В 1991 году начала работать младшим научным сотрудником Института философии и права Академии Наук Республики Казахстан, в 1992 году поступила в аспирантуру Национальной академии наук РК на очное отделение.
В 2003 году окончила Высшую школу банковского дела, факультет финансов и кредита по специальности «Налоги и налогообложение».
В 2002 году защитила кандидатскую диссертацию по теме: «Организационно-правовое обеспечение судебной деятельности в Республике Казахстан».

## Трудовая деятельность
В 1991 года — Младший научный сотрудник Института государства и права Академии наук Республики Казахстан.
С 1994 по 1997 годы — Старший консультант по гражданским делам Южно-Казахстанского областного суда (Шымкент).
С 1997 по 1999 годы — Судья Южно-Казахстанского областного суда (Шымкент).
С июнь 1999 года по декабрь 1999 года — Заместитель начальника, начальник Управления анализа, совершенствования судебной системы Департамента организации деятельности судов Министерства юстиции Республики Казахстан.
С декабрь 1999 года по сентябрь 2000 года — Старший эксперт государственно-правового отдела Администрации Президента Республики Казахстан.
С сентябрь 2000 года по декабрь 2004 года — Советник председателя Верховного Суда Республики Казахстан.
С декабрь 2004 года по март 2008 года — Судья Верховного Суда Республики Казахстан.
С 13 марта 2008 года по январь 2016 года — Член Конституционного совета Казахстана.
С 14 июня 2019 года — Председатель Агентства Республики Казахстан по делам государственной службы и противодействию коррупции.

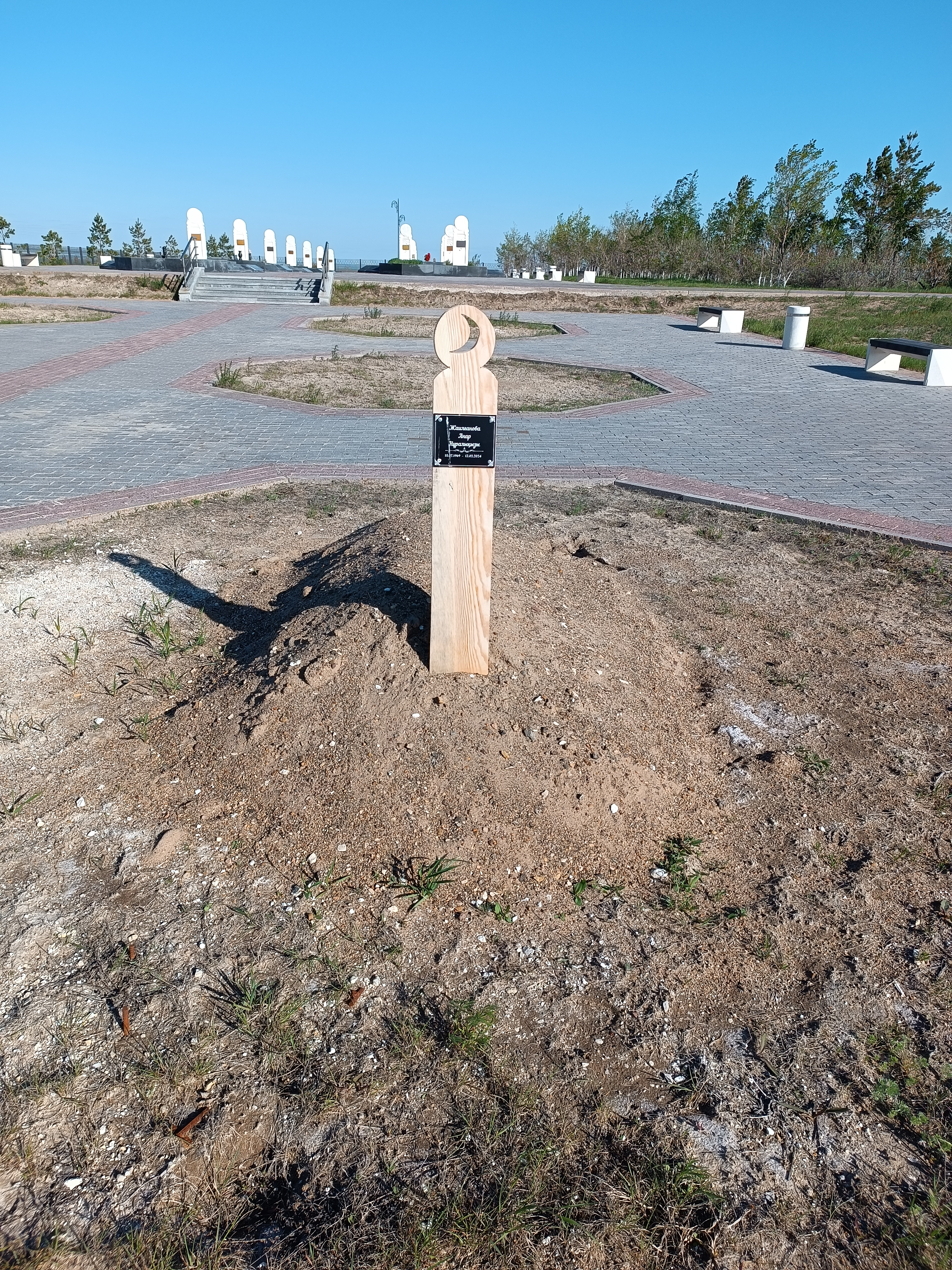

Похоронена в Национальный пантеон РК.
Прочие должности
1. Член Англо-Казахской Ассоциации юристов
2. Член Комиссии по правам человека при Президенте Республики Казахстан
3. Член Комиссии по вопросам помилования при Президенте Республики Казахстан

## Выборные должности, депутатство
С 24 марта 2016 года по 19 июня 2019 года — Депутат Мажилиса Парламента Республики Казахстан VI созыва от партии «Нур Отан», Член Комитета по финансам и бюджету Мажилиса Парламента РК.

## Награды и звания
- За образцовую службу в государственных органах Указом Президента Республики Казахстан от 4 декабря 2009 года награждена орденом «Курмет»[8]
- Имеет нагрудный знак Агентства Республики Казахстан по делам государственной службы «Үздік мемлекеттік қызметші».
- Медаль «Конституциялық заңдылықты нығайтуға қосқан үлесі үшін» (2014)
- Награждена почетным знаком Союза судей «Үш би» (2017)
- Почетная грамота председателя Верховного Суда Республики Казахстан (1998).
- Государственные юбилейные медали
- 2005 — Медаль «10 лет Конституции Республики Казахстан»
- 2008 — Медаль «10 лет Астане»
- 2011 — Медаль «20 лет независимости Республики Казахстан»
- 2015 — Медаль «20 лет Конституции Республики Казахстан»
- 2015 — Медаль «20 лет Ассамблеи народа Казахстана»
- 2016 — Медаль «25 лет независимости Республики Казахстан»
- 2020 — Медаль «25 лет Конституции Республики Казахстан»
- 2021 — Медаль «30 лет независимости Республики Казахстан»